# کوریکو کوموری
کوریکو کوموری (انگلیسی: Kuriko Komori؛ زادهٔ ۳۰ اکتبر ۱۹۵۴) بازیکن هندبال اهل ژاپن بود.